# شومون بورسيون
شومون بورسيون هي بلدية فرنسية تقع في إقليم الأردين في منطقة غراند إيست. 

## الأماكن والمعالم الأثرية

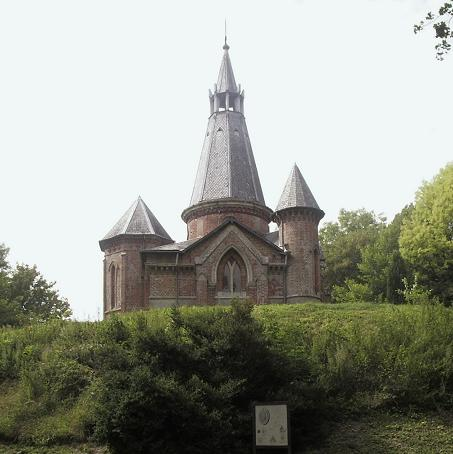
موقع محبسة مونت سانت بيرثولد.

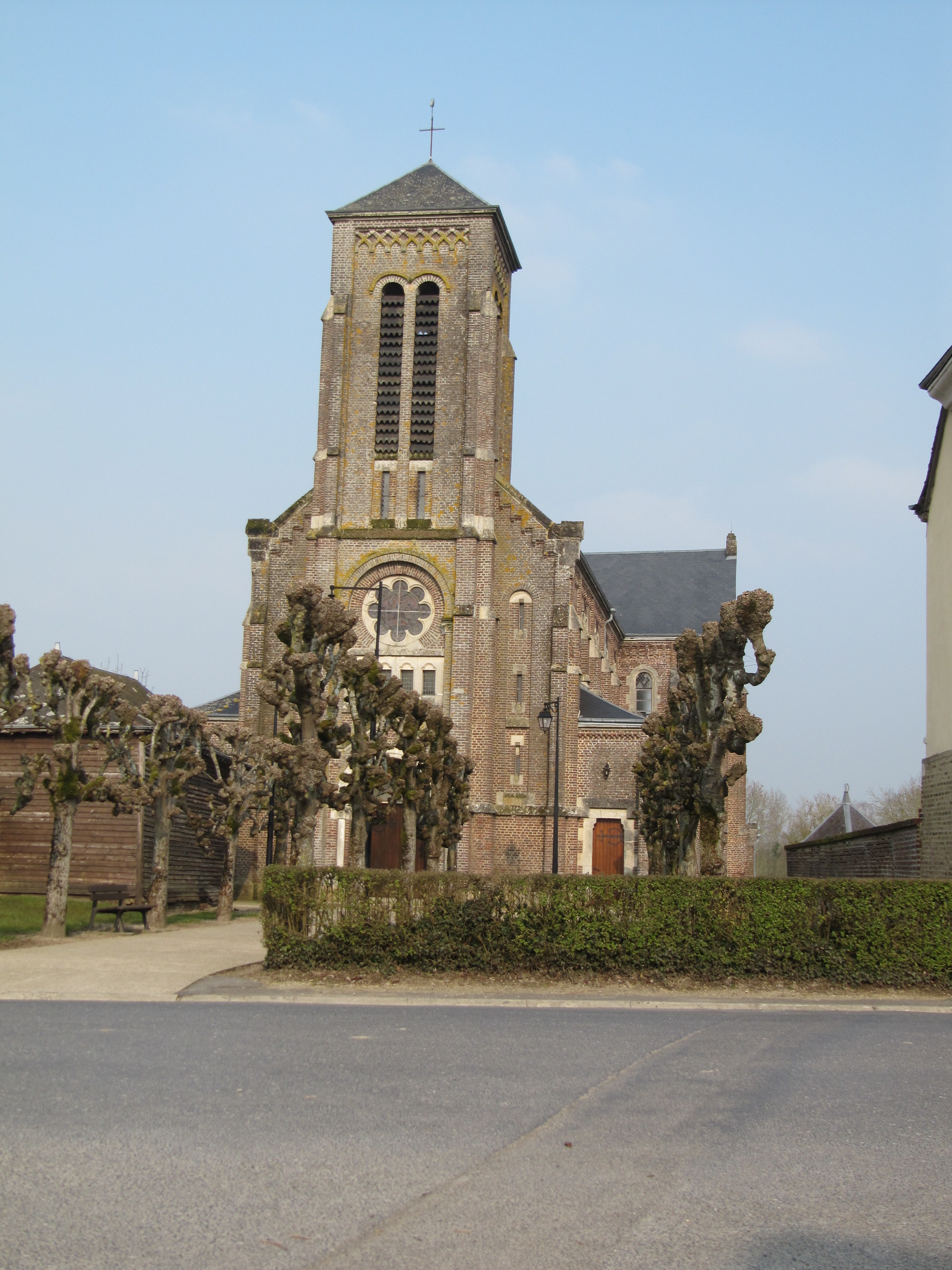
كنيسة شومون بورسين.
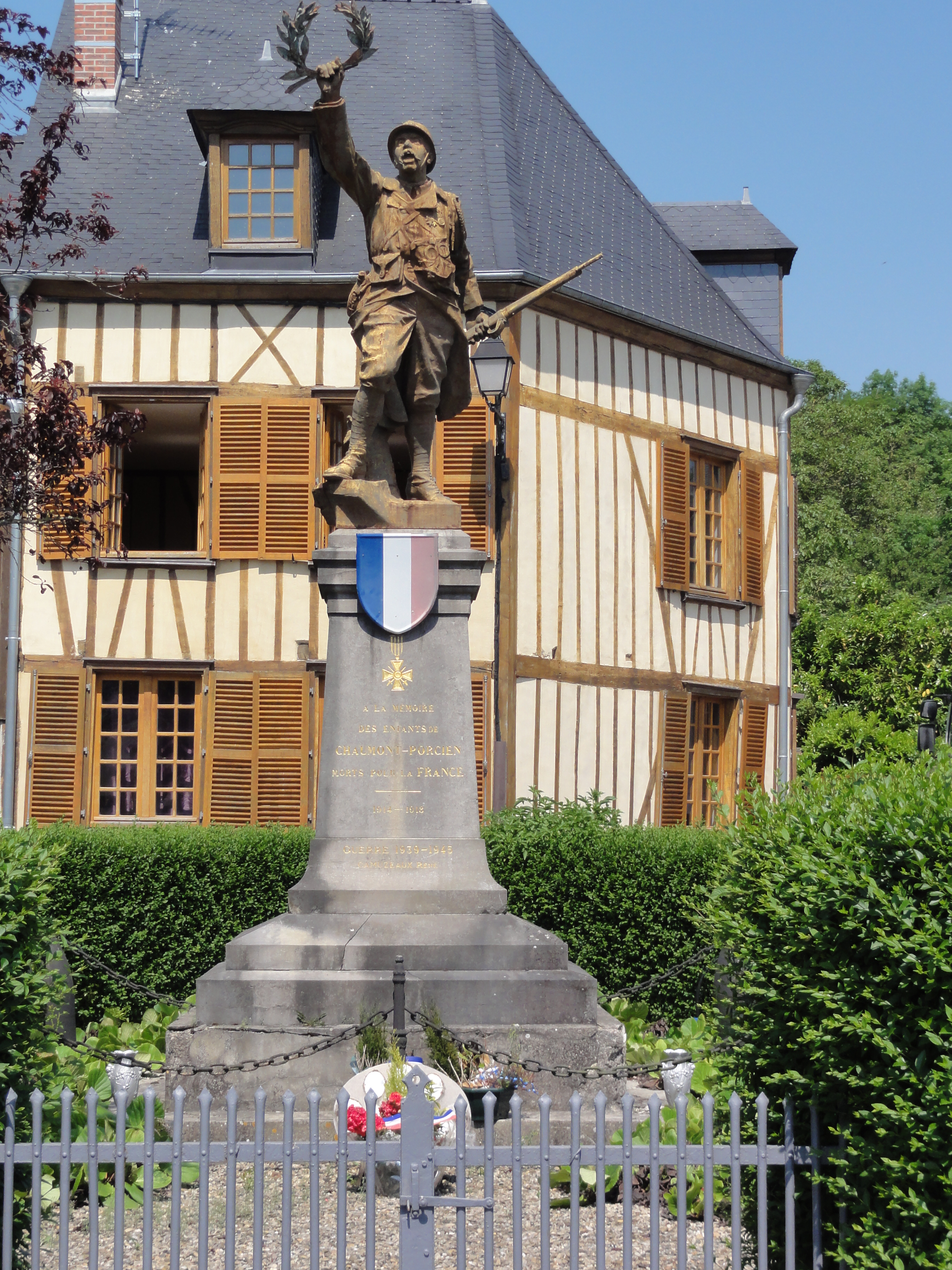
معلم أثري للموتى.
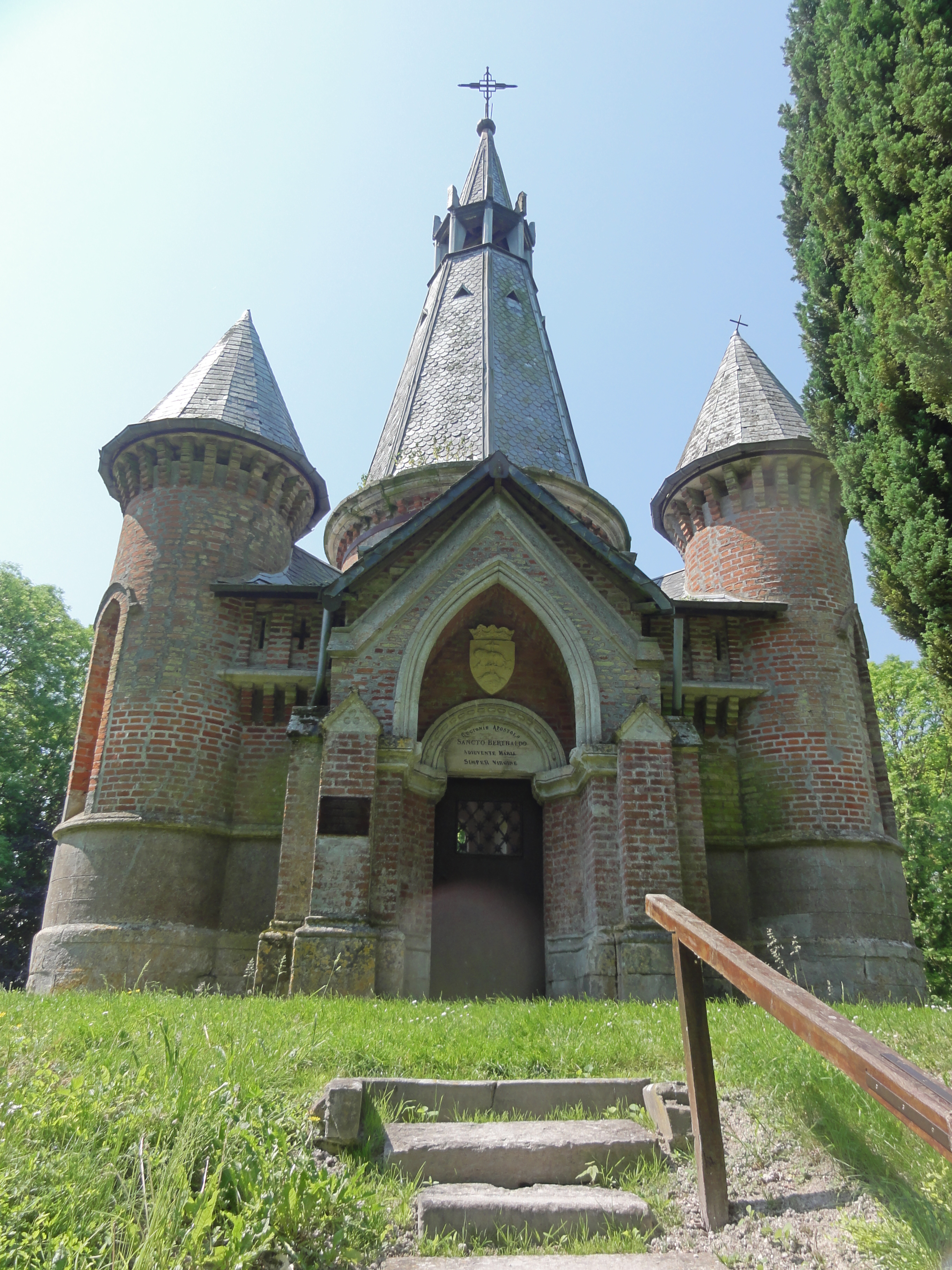
مدخل الكنيسة التذكارية في مونت سانت بيرتولد.
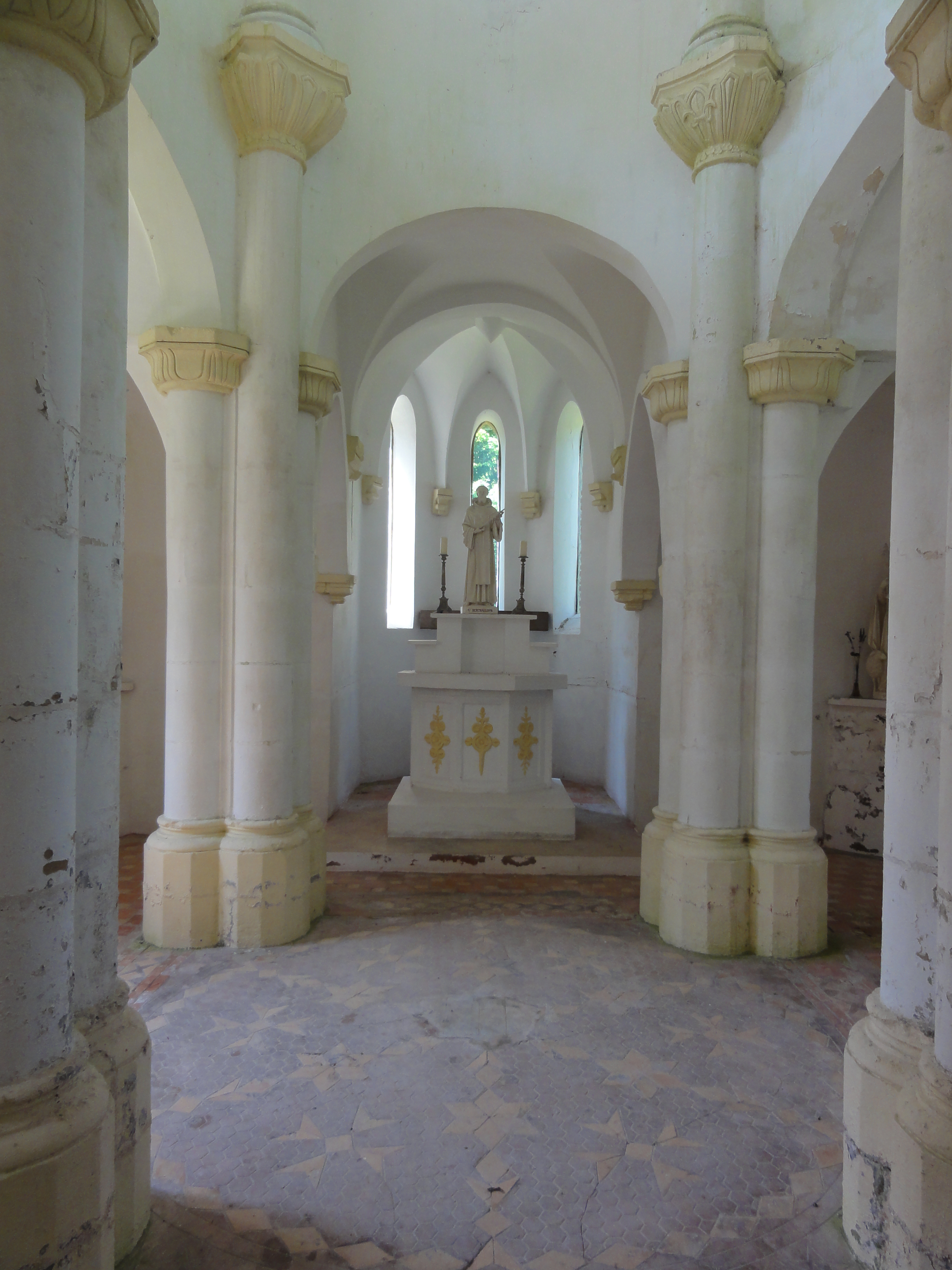
الجزء الداخلي من الكنيسة التذكارية في مونت سانت بيرتولد.
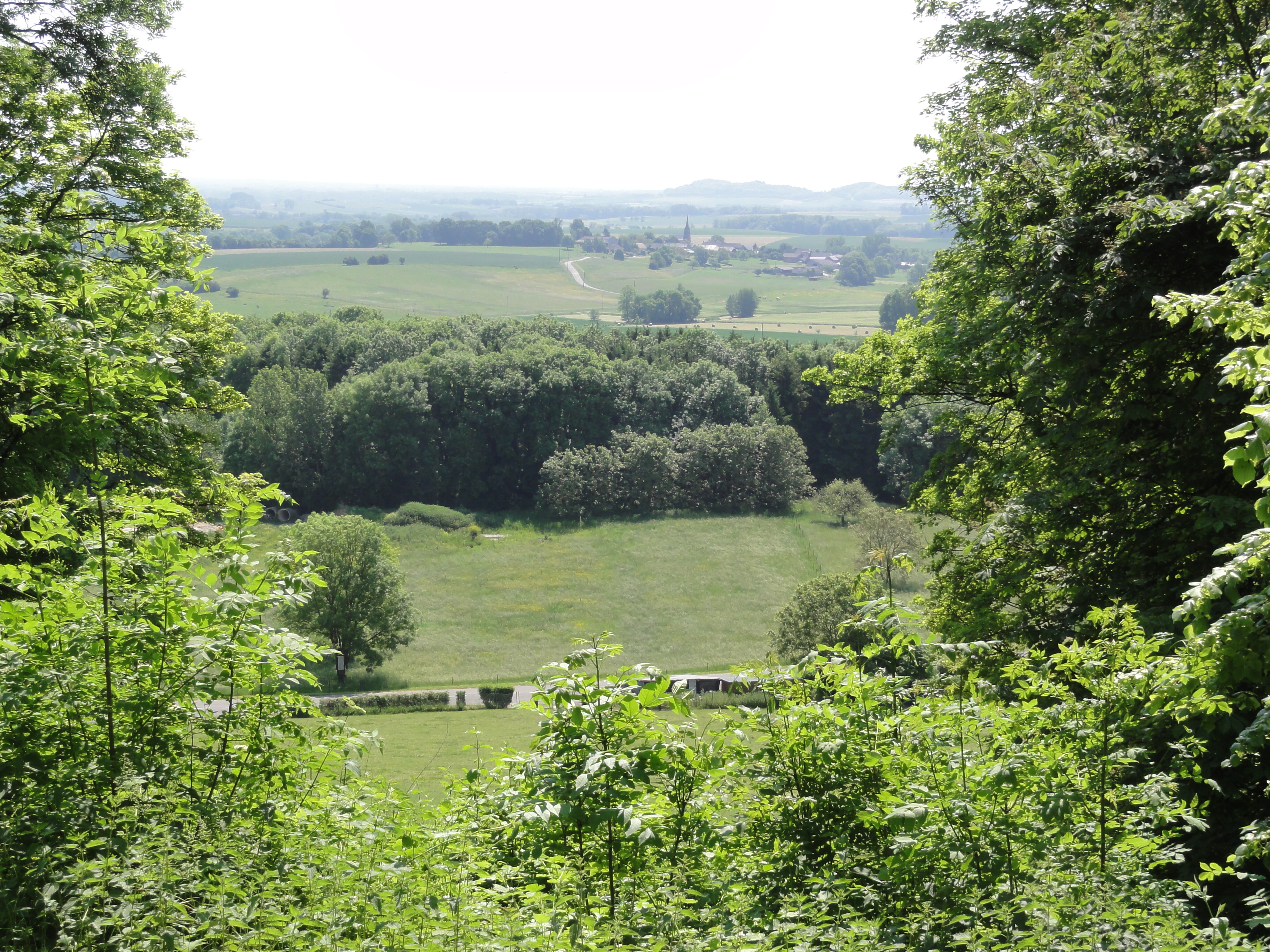
المنظر من جبل سانت بيرتولد.
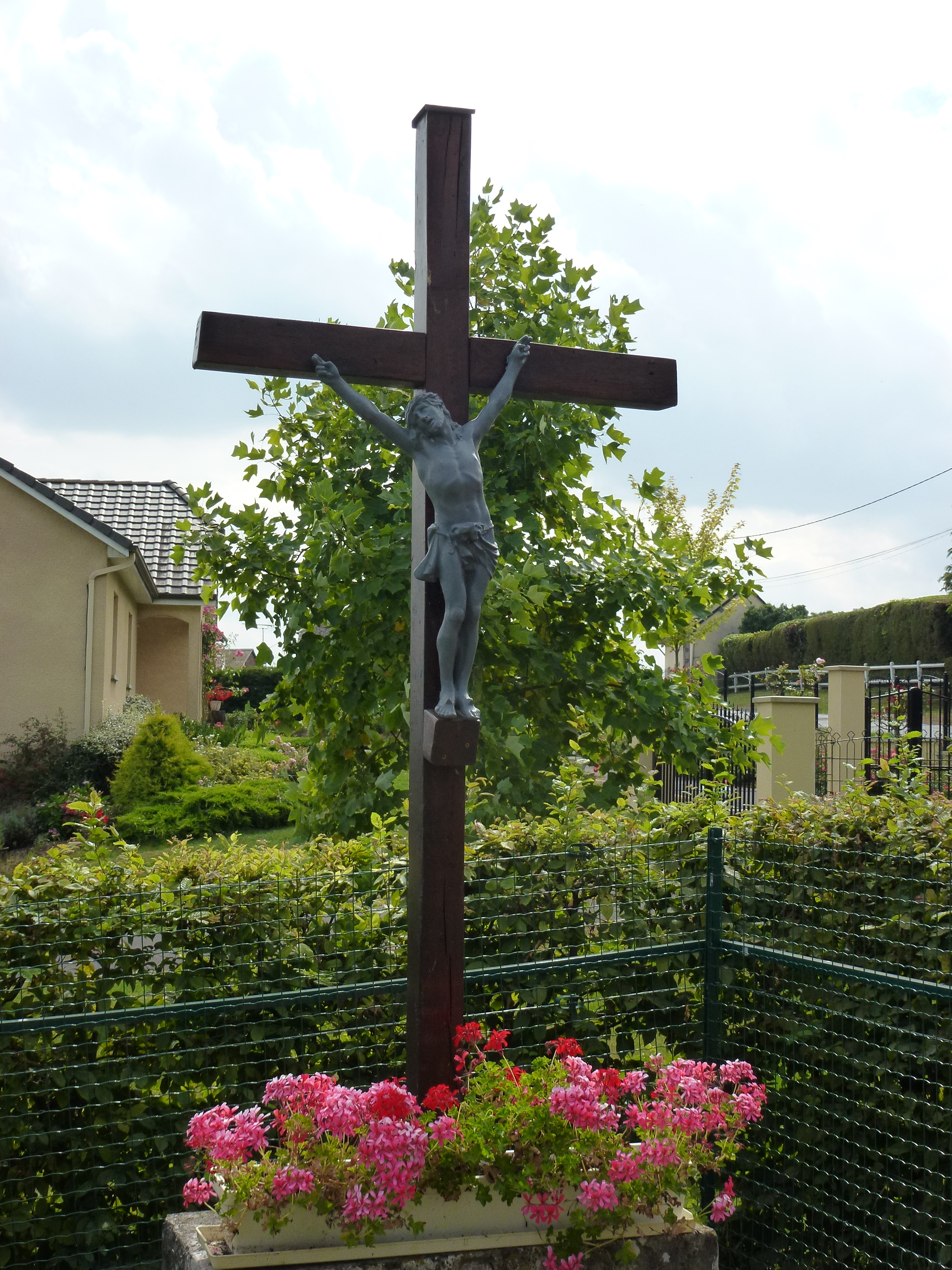
درب الصليب
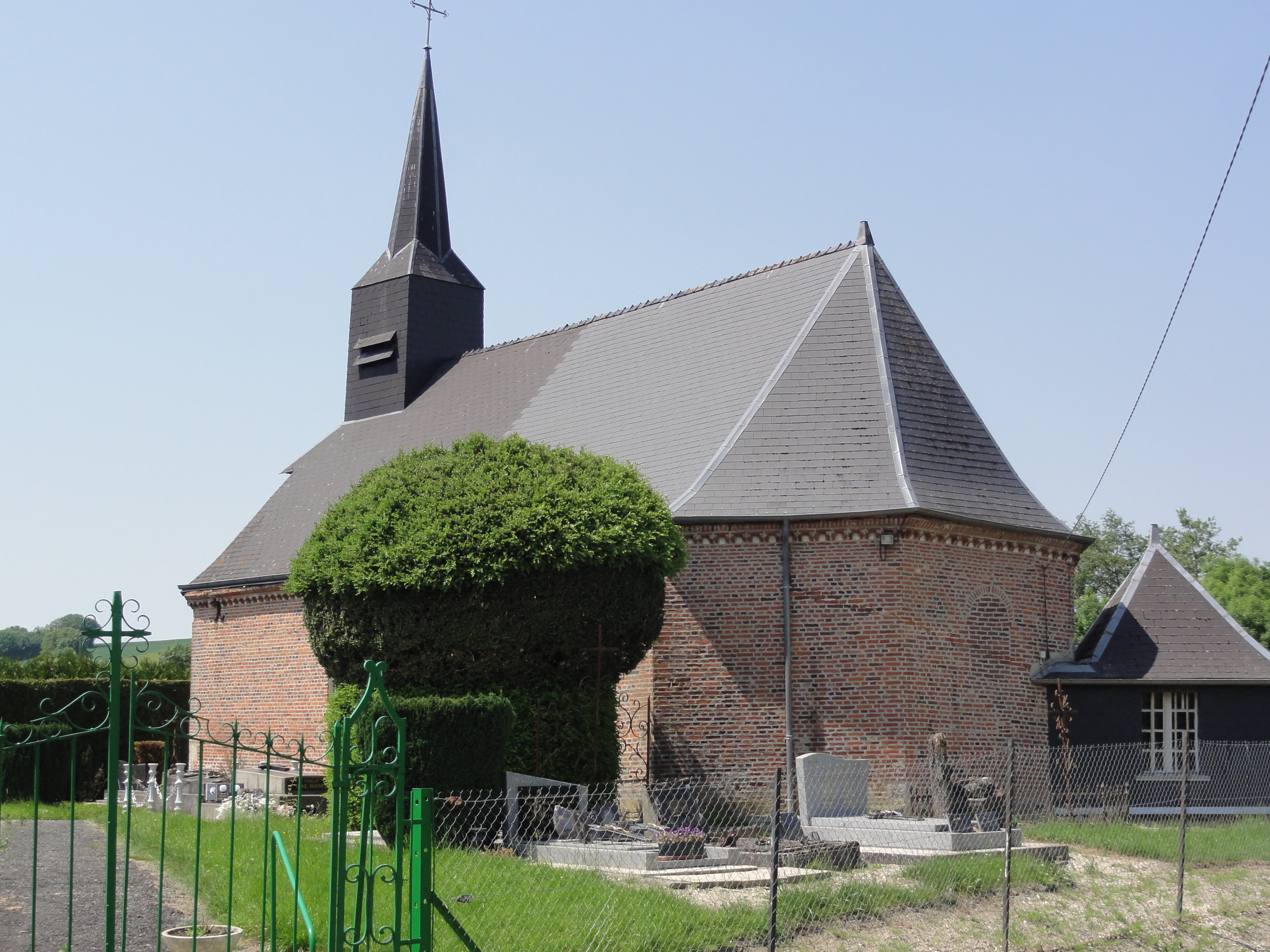
كنيسة Logny-lès-Chaumont.
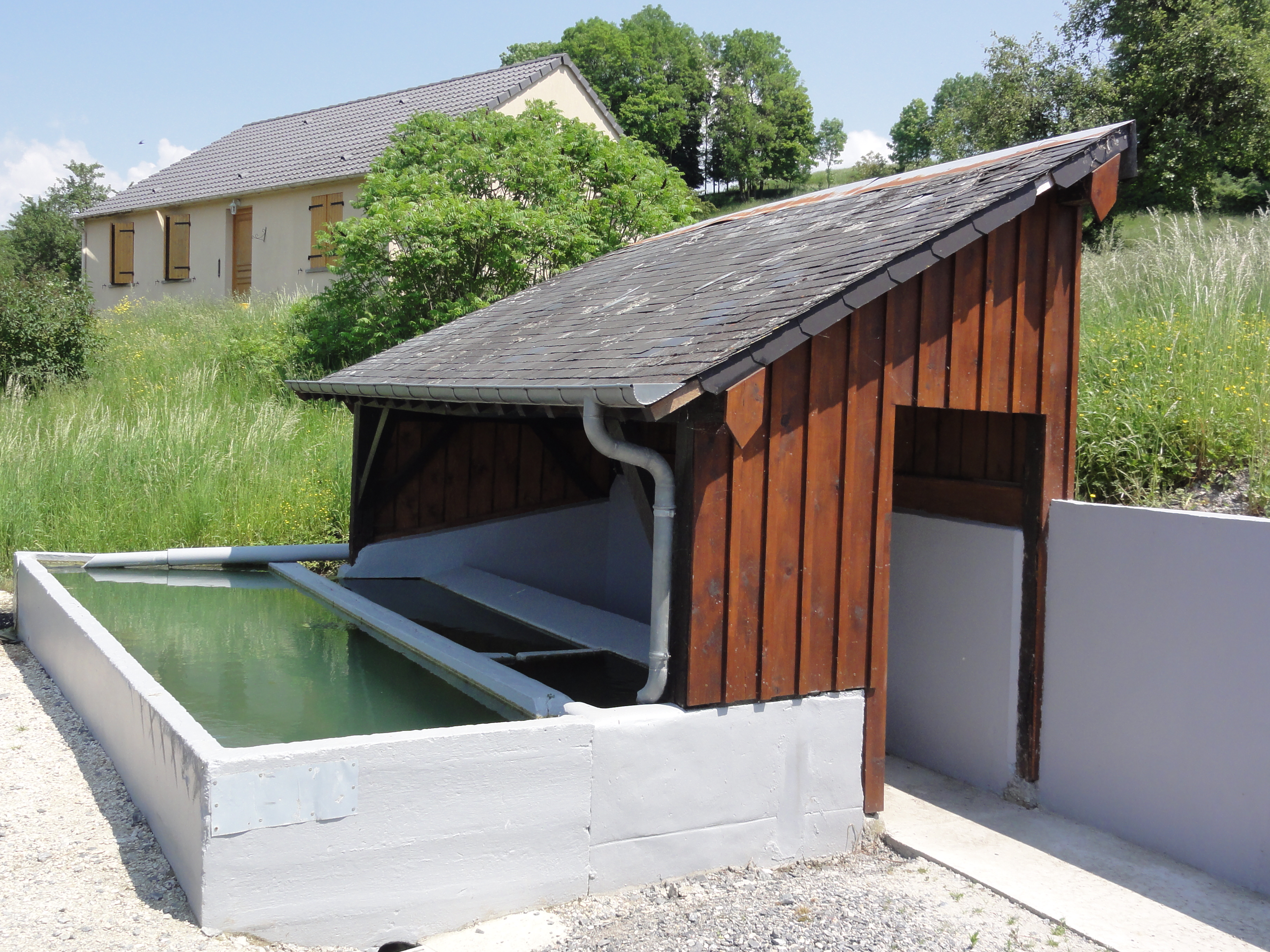
مغسل مفي Logny-lès-Chaumont

### شخصيات مرتبطة بالبلدية
- توفي غوستاف جوبرون في عام 1911، المولود في بوزانسي عام 1837، في بلدية واديمون السابقة، والتي كانت تابعة في ذلك الحين إلى بشومون بورسين. كان صهر جول فيري، وكان رئيسًا للمجلس العام للآردين من عام 1904 إلى عام 1911.